# S77-es személyvonat
Az S77-es személyvonat Pest vármegyében közlekedő regionális személyvonat. A vonat ütemesen, kétóránként Aszód és Vác között közlekedik. A vonalon hétköznapokon – MÁV 432 sorozatú mozdonyból, Bhv 20-05 személykocsikból és BDt 80-05 vezérlőkocsiból álló – úgynevezett „Fecske” ingavonat, hétvégén Stadler FLIRT motorvonat közlekedik.
Mivel mellékvonali személyvonat, ezért a vonatszámai ötjegyűek, és 334-gyel kezdődnek. A páros számú vonatok Vác (végpont), a páratlan számú vonatok Aszód (kezdőpont) felé közlekednek.

## Története
Az Aszód–Vácrátót-vasútvonalon 2009 óta szünetelt a személyállítás, de a 2022-es téli menetrendváltással, december 11-én az S77-es személyvonat elindításával ismét megindul a személyforgalom a vonalon.
2023. június 17-étől a reggeli első és az esti utolsó vonatot Hatvanig meghosszabbították, valamint az S77-es vonatok a továbbiakban nem állnak meg Vácrátóton. Továbbá az első reggeli Vác felé közlekedő vonat megáll Iklad-Domony felsőn is. A hatvani vonatpár Hatvan és Aszód között minden megállóhelyen megáll.
2023. december 10-től a feltételes megállási rend került bevezetésre Ikladon-Domony, Iklad-Domony felső és Váckisújfalu megállóhelyeken.

## Útvonala
| 0  | Aszód végállomás | 39 | S80 , S780 , InterRégió, expresszvonat 342, 347, 348, 402, 422, 424, 426, 428, 430, 438, 457, 458, 459, 460                                                                                  |
| 5  | Iklad-Domony     | 34 | 342, 347, 348, 457, 458, 459, 460, 461 |
| 12 | Galgamácsa       | 28 | S780 316, 318, 342, 347, 348, 394, 453 |
| 17 | Váckisújfalu     | 19 | 316, 342, 347, 348, 394, 454 |
| 28 | Vácrátót         | 10 | G71 313, 314, 339, 342, 455 |
| 37 | Vác végállomás   | 0  | 300, 314, 328, 329, 330, 331, 332, 333, 334, 335, 337, 338, 339, 342, 343, 345, 347, 348, 350, 351, 361, 362, 363, 364, 365, 371, 455 1010, 1013 S70 , G70 , Z70 , S71 , G71 , S750 , EC, EN |